# Ensiferum
Ensiferum (z latiny ensĭfĕrum, slovo znamená "nosící meč" ve středním rodě) je folkmetalová kapela pocházející z Helsinek ve Finsku. Bývají řazeni ještě do viking metalu či melodic death metalu. Kapela funguje už od roku 1995, z původní sestavy dnes zůstal jen kytarista Markus Toivonen. Současným zpěvákem kapely je Petri Lindroos, jenž byl dříve zpěvákem v kapele Norther.

## Členové
- Petri Lindroos – zpěv, kytara
- Markus Toivonen – kytara, sbor
- Sami Hinkka – baskytara, sbor
- Janne Parviainen – bicí
- Pekka Montin - klávesy, vokály

#### Bývalí čelnové
- Emmi Silvennoinen - klávesy (2007 - 2016)
- Netta Skog - harmonika (2016 -2017)

## Diskografie

### Alba
- Ensiferum (2001)
- Iron (2004)
- Victory Songs (2007)
- From Afar (2009)
- Unsung Heroes (2012)
- One Man Army (2015)
- Two Paths (2017)
- Thalassic (2020)
- Winter Storm (2024)

### EP desky
- Dragonheads (2006)

### Singly
- "Tale of Revenge" (2004)
- "One More Magic Potion" (2007)
- "From Afar" (2009)

### Kompilace
- 1997-1999 (2005)
- Two Decades of Greatest Sword Hits (2016)

### Dema
- Demo (1997)
  1. "Frost"
  2. "Old Man (Väinämöinen)"
  3. "Knighthood"
- Demo II (1999)
  1. "Dreamer's Prelude"
  2. "Little Dreamer (Väinämöinen part II)"
  3. "Warrior's Quest"
  4. "White Storm"
- Hero in a Dream (1999)
  1. "Intro"
  2. "Hero in a Dream"
  3. "Eternal Wait"
  4. "Battle Song"
  5. "Guardians of Fate"

### DVD
- 10th Anniversary Live (2006)